# Вербицкий, Сергей Сергеевич
Серге́й Серге́евич Верби́цкий (укр. Сергій Сергійович Вербицький; 18 апреля 1986, Миргород) — украинский военный лётчик, подполковник, участник российско-украинской войны. Герой Украины (2023).

## Биография
Родился 18 апреля 1986 года в Миргороде Полтавской области. Во время полномасштабного вторжения России в Украину в 2022 году совершил 13 боевых вылетов. Экипаж под его руководством наносил удары по вражеским целям в Киевской, Сумской, Черниговской, Харьковской и Донецкой областях.
Во время 13-го вылета в марте 2022 года, выполняя задание в районе Изюма Харьковской области, самолёт был сбит российскими силами. Вербицкий успел катапультироваться, но получил травму — перелом ребра. Находясь на российской территории, он три часа пешком преодолевал путь через минные поля, чтобы вернуться к своим. Пилот Олег Коваленко, находившийся с ним в экипаже, погиб и был посмертно удостоен звания Героя Украины.

## Награды
- Звание «Герой Украины» с удостоением ордена «Золотая Звезда» (8 июля 2023) — за личное мужество и героизм, проявленные в защите государственного суверенитета и территориальной целостности Украины, верность военной присяге[2].
- Орден «За мужество» III степени (2022) — за личное мужество и самоотверженные действия, проявленные в защите государственного суверенитета и территориальной целостности Украины, верность военной присяге.